# Trigonoptera maculata
Trigonoptera maculata är en skalbaggsart som beskrevs av Benoit-Philibert Perroud 1855. Trigonoptera maculata ingår i släktet Trigonoptera och familjen långhorningar. Inga underarter finns listade i Catalogue of Life.